# Jauhen Salaty
Jauhen Szjapanawitsch Salaty (belarussisch Яўген Сцяпанавіч Залаты, russisch Евгений Степанович Золотой Jewgeni Stepanowitsch Solotoi, auch Yauheni Zalaty; * 9. September 1999 in Krasnapolle) ist ein belarussischer Ruderer.

## Erfolge
Salaty gewann eine Silbermedaille bei den Junioren-Weltmeisterschaften im Rudern 2017 in Trakai, Litauen. Bei den Weltmeisterschaften 2023 gewann er das B-Finale im Einer. Ein Jahr darauf belegte er im Mai den dritten Platz beim World Rowing Cup II in Luzern, Schweiz. Bei den Olympischen Spielen 2024 in Paris, bei denen er Mitglied der Mannschaft der Individuellen Neutralen Athleten war, sicherte er sich im Einer die Silbermedaille. Im Viertelfinalrennen gelang ihm die Bestzeit seines Laufs, im Halbfinale wurde er Zweiter hinter dem Deutschen Oliver Zeidler. Auch im Finale unterlag er Zeidler und erhielt die Silbermedaille.
Bei den Europameisterschaften 2025 im bulgarischen Plowdiw siegte er im Einer.